# 通用食品
通用食品公司（英語：General Foods）是一家曾经存在过的美国食品生产企业。其继承自于1895在美国由威廉·波斯特创立的波斯特谷物公司。

## 历史
在1929年，在经过几次收购之后，公司把注册名称改为通用食品。1985年11月，通用食品被菲利普莫里斯（现奥驰亚集团）以56亿美元收购，这是当时最大的非石油收购案。 1988 年 12 月，菲利普莫里斯收购了卡夫食品公司，并于 1990 年将两家食品公司合并为卡夫通用食品公司。1995年，新公司基本上放弃了“通用食品”的品牌，但在一些冲调热饮产品上继续保留通用食品的名字直到2010年。